# 现代战争3：堕落国度
《现代战争3：堕落国度》是一款由法国游戏商Gameloft开发并于2011年发行的第一人称射击类手机游戏。本作是现代战争系列第三部作品，是2010年推出的《现代战争2：黑色飞马》的续作。剧情讲述的是在近未来（2028-2030），一个由朝鲜、俄罗斯和巴基斯坦三国的激进份子组成的联合军队KPR，对美国发动了全面战争。玩家将扮演一名叫詹姆斯沃克下士的一名美军士兵前往刺激的枪林弹雨的战场！

## AirPlay
本作的iOS版支持苹果的AirPlay技术。

## 评价
继《沙漠风暴》和《黑色飞马》后，本作受到了普遍了好评。